# Georg Heitlinger
Georg Heitlinger (* 26. August 1970 in Bruchsal) ist ein deutscher Landwirt und Politiker (seit 2009 FDP, davor CDU). Seit 2021 ist er Abgeordneter im Landtag von Baden-Württemberg.

## Leben
Heitlinger besuchte die Schule in Eppingen bis zum Abitur, absolvierte eine Ausbildung zum Handelsfachwirt und zudem eine landwirtschaftliche Ausbildung. Er übernahm 1997 den elterlichen Bauernhof in Eppingen-Rohrbach und betreibt dort insbesondere Geflügelhaltung nach nachhaltigen Grundsätzen.
Heitlinger ging gerichtlich gegen den Absatzfonds der Centralen Marketing-Gesellschaft der deutschen Agrarwirtschaft (CMA) vor, die sich daraufhin 2009 auf der Grundlage eines Urteils des Bundesverfassungsgerichts auflöste.
Heitlinger ist katholisch, verheiratet und hat vier Kinder.

## Politik
Heitlinger gehört dem Gemeinderat von Eppingen seit 2004 an, seit 2011 ist er zusätzlich Ortsvorsteher von Eppingen-Rohrbach. Von 2006 bis 2009 war er Stadtverbandsvorsitzender der CDU Eppingen. Seit 2021 ist er Stadtverbandsvorsitzender der FDP Eppingen. Er wurde 2019 in den Kreistag des Landkreises Heilbronn gewählt. Bei den Landtagswahlen 2016 und 2021 kandidierte er im Landtagswahlkreis Eppingen. 2021 zog er über ein Zweitmandat in den Landtag von Baden-Württemberg ein.

## Auszeichnungen
- 2010: Werner-Bonhoff-Preis wider den §-Dschungel